# 北海道立帯広美術館
北海道立帯広美術館（ほっかいどうりつおびひろびじゅつかん）は、北海道帯広市にある美術館。

## 概要
緑ヶ丘公園にあり、道立美術館としては5館目に開館。1988年（昭和63年）に建築設計競技を実施して翌年10月に着工、1991年（平成3年）3月に竣工した。道東ゆかりの芸術家の作品や近現代の版画を中心としたプリントアート、バルビゾン派の作品を中心に田園風景や農村風俗をテーマとした西洋美術品を収集している。開館以来、ボランティア・グループ「しらかばの会」が美術館活動を協力・支援している。

## 利用案内
- 開館時間：9:30 - 17:00（入場は16:30まで）
- 休館日：月曜日（祝日の場合は翌日休館）、年末年始、臨時休館日（展示替など）

## 施設
- 主展示室（841.9 m²）
- コレクション・ギャラリー（209.5 m²）
- ミュージアム・ショップ
- 講堂（98.4 m²）
- ティー・ラウンジ

## 普及事業
展覧会に関連して各分野の専門家を招いて開催する美術講演会、学芸員による特別展セミナー、美術に関する映像を上映する土曜映写室などのプログラムを実施している。
- ミュージアム・カレッジ
- ギャラリー・ツアー
- キッズ・ミュージアム

## 受賞歴
- 『第17回北海道建築賞』[5][8]
- 『照明普及賞』[5]
- 『第9回帯広市都市景観賞』（「まちづくりデザイン賞」の前身）[5][9]
- 『公共建築賞』優秀賞[1][5]